# Der Kongreß tanzt (1931)
Der Kongreß tanzt ist ein deutscher UFA-Spielfilm unter Regie von Erik Charell aus dem Jahr 1931. Der aufwendig produzierte Film mit Lilian Harvey, Willy Fritsch und Conrad Veidt spielt vor dem Hintergrund des Wiener Kongresses und gilt als ein Höhepunkt des deutschen Operettenfilms.

## Handlung
Wien, 1815, während des Wiener Kongresses. Wien ist zu dieser Zeit die wichtigste Metropole Europas, wo sich die Herrscher der Welt treffen. Die junge Christel Weinzinger ist eine Handschuhmacherin. Sie bewirbt ihr Geschäft, indem sie in jede Monarchen-Kutsche, die vorbeifährt, ein Bukett Blumen mit ihrer Visitenkarte wirft. Dabei trifft sie den russischen Zaren Alexander versehentlich am Kopf. Das Bukett wird zunächst für eine Bombe gehalten und Christel eines Attentatsversuchs bezichtigt. Wegen Majestätsbeleidigung wird sie schließlich zu „25 Stockschlägen auf den blanken Hintern“ verurteilt, jedoch auf Geheiß des Zaren gerade noch rechtzeitig wieder freigelassen. Der Zar verliebt sich in Christel, und die beiden verbringen den Abend im Weingarten. 
Eine Romanze entsteht, die Fürst Metternich zu seinen Gunsten benutzen möchte, da ihm daran gelegen ist, dass der Zar den Versammlungen des Kongresses fernbleibt. Ausgerechnet Pepi, der Sekretär Metternichs, der selbst in Christel verliebt ist, soll nun „die Weibergeschichten“ des Zaren unterstützen. Christel berichtet ihren Freundinnen von ihrem Erlebnis, doch die glauben ihr erst, als sie mit einer prunkvollen Kutsche zu ihrer neuen Villa abgeholt wird. Der Zar selbst, der sich nicht von Metternich einwickeln lässt, glänzt allerdings durch Abwesenheit. Stattdessen sorgt Uralsky, sein offizieller Doppelgänger und Platzhalter bei langweiligen gesellschaftlichen Verpflichtungen, im weiteren Verlauf der Handlung für einige Verwirrung sowohl bei Metternich als auch Christel. 
Die Romanze wird beendet durch die Flucht Napoléon Bonapartes von der Insel Elba und seinen Marsch auf Paris. Alexander reist wie alle anderen Herrscher schnellstens ab. Christel bleibt unglücklich zurück, aber Pepi freut sich, dass er sie nun wieder für sich hat.

## Hintergrund
Nach Die Drei von der Tankstelle oder Der Blaue Engel war Der Kongreß tanzt ein weiterer großer Musikfilm des deutschen, von der Ufa und dem von ihr eingesetzten Produzenten Erich Pommer maßgeblich gestalteten Tonfilms. Gegenüber ihren Vorgängern war diese sogenannte Tonfilmoperette jedoch weitaus umfangreicher ausgestattet. Regisseur Erik Charell, in Berlin und London bereits durch seine erfolgreich aufgeführten Revuen und Operetten wie z. B. Im weißen Rößl bekannt, setzte diesen Stil nun auch auf der Leinwand um. Der Film ist geprägt von für die damalige Zeit hohem Tempo und großen Ballszenen. Zum größten musikalischen Erfolg des Films wurde Christels Lied, besser bekannt unter dem Namen Das gibt’s nur einmal (Musik: Werner Richard Heymann, Text: Robert Gilbert). Ebenfalls populär ist das von Paul Hörbiger gesungene Heurigenlied Das muss ein Stück vom Himmel sein, Wien und der Wein... (Text ebenfalls von Robert Gilbert), bei dem Heymann die Melodie des Walzers Mein Lebenslauf ist Lieb und Lust von Josef Strauss verwendet. Auch auf dessen Walzer Sphärenklänge greift Heymann an Schlüsselstellen zurück. Diese Tonfilmoperette wendet sich implizit und explizit sowohl gegen die despotischen Methoden Metternichs, die Unterwürfigkeit der Wiener, die Grausamkeit der Justiz, wie auch gegen die Brutalität des Zarismus und die unheimliche Esoterik der (hier anachronistisch zitierten) russischen Avantgarde: Ein russisches Ballett tanzt nach Borodins (tatsächlich erst 1890 uraufgeführtem) „Fürst Igor“. Napoleons Rückkehr aus Elba wird hingegen fast im Stil von Abel Gance’ Napoleon-Film gefeiert, wobei die Marseillaise erklingt. An diese humorvolle und kritische Fortschrittlichkeit konnten die Neuverfilmungen der Nachkriegszeit nicht mehr anknüpfen.

## Produktionsnotizen
Die Dreharbeiten fanden in den UFA-Ateliers in Neubabelsberg statt, dem heutigen Studio Babelsberg.
Da Anfang der 1930er Jahre die Synchronisation von Filmen noch nicht üblich war, wurde Der Kongreß tanzt parallel zur deutschsprachigen auch in einer englischsprachigen und einer französischen Fassung gedreht. Während Lilian Harvey in allen drei Versionen mitspielte (was ihr einen Vertrag mit dem US-amerikanischen Studio 20th Century Fox einbrachte), wurde die Rolle von Zar Alexander in der englischen und der französischen Fassung von Henri Garat übernommen.
Der Film wurde am 29. September 1931 in Wien uraufgeführt und lief ab dem 23. Oktober 1931 in den deutschen Kinos.
Er wurde am 1. Oktober 1937 im Deutschen Reich von der Filmprüfstelle verboten, weil er das „nationalsozialistische Empfinden“ verletzt habe und Juden an der Produktion mitgewirkt haben. Sowohl der seinerzeit sehr beliebte Darsteller Otto Wallburg als auch der Drehbuchautor Robert Liebmann wurden im Konzentrationslager Auschwitz-Birkenau ermordet.
Der Kongreß tanzt gilt als teuerster UFA-Film der Weimarer Republik. Allein die Berliner Erstaufführung ließ sich die UFA 300.000 Reichsmark kosten. Er zählt bis heute zu den wichtigsten deutschen Filmen.

## Sonstiges
Innerhalb der Darstellung einer Massenszene – Lilian Harvey fährt in einer Kutsche die Kulisse einer Wiener Straße entlang und singt den Schlager Das gibt’s nur einmal – ist ein Regiefehler enthalten, denn man sieht sekundenlang einen Kabelträger hinter der Kutsche das Kamerakabel aufrollen. Als Regisseur Charell im Schnittraum den Fehler bemerkte, entschied er sich für die Beibehaltung der gedrehten Szene, da eine Neuaufnahme wegen der zahlreichen mitwirkenden Statisten und Musiker zu aufwendig geraten wäre. Er vertraute darauf, dass die Zuschauer nur auf die Hauptdarstellerin achten würden.

## Kritiken
„Charell als Regisseur hat die Kamera völlig entfesselt. Keine Sekunde steht sie still, fast kommen die Spielszenen zu kurz. Der Heurige mit dem famosen Sänger Paul Hörbiger ist schon Revue, richtige Schau, eine Paraphrase über alles Filmwienertum. Alles bewegt sich, alles dreht sich.
Wundervolle Überblendungen, herrliche Prachtausstattung, musikalisch fügt sich der Rhythmus von Ton und Bild. Wenn der Heurigentanz in das Opernballett übergeht, wenn die leeren Kongreß-Sessel im Takt schaukeln – blendende Wirkungen [Werner Richard] Heymanns. Manchmal muß man an [Ernst] Lubitsch denken. Die Harvey erreicht den Höhepunkt in einer Soloszene, als sie in die ihr geschenkte Hietzing-Villa einzieht. Wie sie da mit dem Schlager des Abends, „Das gibt’s nur einmal, das kehrt nicht wieder“ [sic], durch ganz Wien geführt wird, wie sie allein durch die Räume tanzt, das ist wundervoll.“

„Ein einst berühmtes musikalisches Lustspiel, heute nur noch von historischem Reiz für Freunde des Revuefilms.“

## Neuverfilmung
Mit Der Kongreß tanzt entstand 1955 unter der Regie von Franz Antel eine österreichische Neuverfilmung. Die Hauptrollen spielten Johanna Matz (Christel), Rudolf Prack (Alexander), Karl Schönböck (Metternich) und Gunther Philipp (Pepi). Für diesen Film wurde die gleiche Musik eingesetzt wie im Original.